# Calcioandyrobertsite
La calcioandyrobertsite è un minerale. Il nome deriva dall'andyrobertsite e dal calcio. In precedenza erano state approvate dall'IMA le due specie  calcioandyrobertsite-1M e calcioandyrobertsite-2O che costituiscono due politipi.

## Etimologia
Il nome deriva dal calcio, elemento prevalente, e dal mineralogista canadese Andrew C. Roberts (1950- ), specialista della paragenesi secondaria dei minerali a basse temperature

## Forma in cui si presenta in natura
La calcioandyrobertsite si presenta in cristalli piatti o venature.